# National Assembly (Gambia)
Die National Assembly (deutsch Nationalversammlung) ist das Parlament des westafrikanischen Staats Gambia.

## Das Parlament
Das politische System Gambias ist auf einem Einkammersystem mit 58 Mitgliedern aufgebaut. 53 Mitglieder werden alle fünf Jahre in einer Direktwahl vom Volk demokratisch gewählt, fünf weitere Mitglieder werden vom Präsidenten ernannt. Parlamentsmitglieder werden als NAM (National Assembly Member) bezeichnet.
Die letzten Parlamentswahlen fanden am 9. April 2022 statt.

## Das Gebäude
Das Parlamentsgebäude wurde ab Juli 2010 errichtet und im Oktober 2014 fertiggestellt.

### Früheres Gebäude
Das zuvor genutzte Gebäude, teilweise auch mit dem früheren Namen House of Parliament (deutsch Haus des Parlaments) bezeichnet, liegt im kleinen Regierungsviertel am Eingang der Hauptstadt Banjul. Es liegt zwischen den Straßen Marina Parade und Independence Drive, in der Nähe des Arch 22, des Triumphbogens, der 1996 errichtet wurde, um an den 1994 vom ehemaligen Präsidenten Yahya Jammeh geführten Militärputsch zu erinnern. Es handelt sich um einen eingeschossigen Bau mit rechteckigem Grundriss von rund 20 × 30 Metern. Der Bau wird von der westlichen Seite erschlossen, überdacht ist er mit einem flachen Zeltdach.